# Skype
Skype (Aussprache [skaɪp]) war ein internetbasierter Instant-Messaging-Dienst. Er wurde 2003 eingeführt und war ab 2011 im Besitz von Microsoft. Am 5. Mai 2025 wurde der Betrieb eingestellt.
Der Dienst bot Bildtelefonie, Videokonferenzen, IP-Telefonie, Instant-Messaging, Dateiübertragung und Screen-Sharing. Er konnte mit einem speziellen Anwendungsprogramm oder mit einem Browser über die Website von Skype genutzt werden. Die Datenübertragung basierte auf einem urheberrechtlich geschützten Netzwerkprotokoll. Für die Verschlüsselung von Nachrichten, Anrufen und Videotelefonie stand Anwendern die Nutzung des freien Signal-Protokolls zur Verfügung, das von Sicherheitsexperten als sicher eingestuft wird.
Internettelefonate mit Kunden anderer Onlinedienste waren nicht möglich. Für Verbindungen ins Festnetz und in Mobilnetze wurden Gebühren erhoben. Um Anrufe aus dem herkömmlichen Telefonnetz entgegenzunehmen, musste eine Festnetztelefonnummer erworben werden. Die Einrichtung einer solchen Rufnummer war für rund 25 Länder möglich, ohne physisch in diesen Ländern anwesend zu sein. Für einige Länder (Deutschland, die Schweiz, die Niederlande, Frankreich und Südkorea) war aus rechtlichen Gründen der Nachweis des Wohnsitzes (aber nicht der tatsächlichen Anwesenheit dort) erforderlich. Unter Windows und macOS waren Konferenzschaltungen mit bis zu 50 Gesprächsteilnehmern möglich.

## Technische Eigenschaften
Die Software arbeitete hinter den meisten Firewalls und NAT-Routern problemlos, da für die Kommunikation unter anderem eine Variante des STUN-Protokolls zur Verbindung verwendet wurde. Darüber hinaus konnte Skype die TCP-Ports 80 und 443 zum Verbindungsaufbau verwenden, die normalerweise für das Surfen im World Wide Web Verwendung finden.
Zur Datenkompression verwendete Skype die Codecs SVOPC (16 kHz), AMR-WB (16 kHz), G.729 (8 kHz), G.711, früher auch ISAC und ILBC. Ab 2009 kam der hauseigene Audio-Codec SILK zum Einsatz, dessen Quelltext im März 2010 bei der IETF eingereicht wurde.
Bei Verbindungen von Gerät zu Gerät wurde laut Skype eine Verschlüsselung mit AES-256 verwendet, die Schlüssel würden mit 1.536 bis 2.048 bit RSA übertragen. Da es sich aber um ein Closed-Source-Programm handelte, konnten diese Angaben nicht von jedermann überprüft werden. Sie sind jedoch durch eine von Skype beauftragte Security Evaluation des renommierten Kryptologieexperten Tom Berson am 18. Oktober 2005 bestätigt worden. Kritik äußerte dagegen der Entwickler von Pretty Good Privacy, Phil Zimmermann, im Zusammenhang mit Plänen für eine eigene VoIP-Software: Zfone. Seit Mitte 2010 sind die Verschlüsselungsmethoden von Skype auch öffentlich enttarnt. Durch Reverse Engineering wurde ermittelt, dass neben AES-256 drei Varianten von RC4 verwendet werden, deren Implementierungen angreifbar sind. Skype konnte schon zuvor durch Ermittlungsbehörden abgehört werden.
Da das IP-Telefonie-Protokoll von Skype proprietär ist, konnte es nur mit der originalen Skype-Software genutzt werden. Über die Skype-Programmierschnittstelle konnten jedoch auch externe Programme auf die Funktionalitäten des Skype-Clients und Teile des Netzwerkes zugreifen. Das wurde unter anderem vom SAM-Anrufbeantworter genutzt. Neben dem Telefonieren war das Haupt-Einsatzgebiet von Skype das Instant Messaging, wobei auch Chats mit mehreren Teilnehmern möglich waren, sowie das Übertragen von Dateien. Weiterhin existierten zum Beispiel Skype-Plug-ins für Adium, Miranda IM, Pidgin und Trillian, die die gemeinsame Nutzung von Skype mit anderen Protokollen in einem einzigen Instant Messenger ermöglichten. Allerdings musste dafür das Skype-Hauptprogramm im Hintergrund laufen.
Ursprünglich war die Struktur von Skype als dezentrales Peer-to-Peer-Rechnernetz (FastTrack) angelegt. So wurden früher Verbindungen von Gerät zu Gerät teilweise über Rechner anderer Skype-Teilnehmer weitergeleitet, die dabei als supernode agierten. Aus Gründen der Fehleranfälligkeit und da mobile Geräte dafür schlecht geeignet sind, hat sich Microsoft entschieden, die Architektur zu ändern und eigene dedizierte Server einzusetzen. Gespräche ins Festnetz wurden über speziell dafür vorgesehene Rechner abgewickelt. Bei Telefongesprächen in das Fest- oder Mobilfunknetz konnten die SIP-Dienste anderer Provider nur über die „SkypeOut“-Funktion genutzt werden. Später migrierte Microsoft von dedizierten Servern komplett auf die hauseigene Cloud-Plattform Windows Azure.
Der Skype Translator ermöglichte es, simultan Videochats und Telefonate mittels maschineller Übersetzung in Echtzeit zu übersetzen. Verfügbar waren acht Sprachen für Sprachanrufe und über 50 Sprachen für den Textchat. Später konnten sich Nutzer für eine Testversion registrieren. Mitte Mai 2015 wurde die Funktion für jeden Nutzer freigeschaltet und es standen die vier Sprachen Englisch, Mandarin, Italienisch und Spanisch zur Verfügung. Anfangs war die Funktion nur auf den neueren Windowsversionen nach Windows 7 verfügbar, wurde aber später auch in die Windows-App integriert und später für Handy- und Festnetztelefonate freigeschaltet. Ab September 2018 konnten mit Call Recording Skype-Anrufe in den Apps und dem Desktop-Tool aufgenommen, abgespeichert und geteilt werden.

## Geschichte
Skype Technologies wurde im Juli 2003 von dem schwedischen Unternehmer Niklas Zennström und dem dänischen Unternehmer Janus Friis in Luxemburg gegründet. Sie erhielten Unterstützung durch die Draper Investment Company. Die Software selbst (in der Entwicklung noch als Skyper 1.0 bezeichnet) wurde von den Esten Ahti Heinla, Priit Kasesalu und Jaan Tallinn erstellt. Dieselben Entwickler haben mit Niklas Zennström und Janus Friis bei der Filesharing-Software Kazaa mitgewirkt.
Einer der ersten Namen für das Projekt war „Sky peer-to-peer“, was zu „Skyper“ verkürzt wurde. Da diese Domain bereits vom Inhaber des gleichnamigen Pagerdienstes belegt war, wurde das „r“ weggelassen, und am 24. April 2003 wurden die Domains skype.com und skype.net reserviert.
Bis zum 3. Dezember 2003 gab es von der Website bereits 3.355.593 Downloads der Software und die Anzahl stieg bis zum 31. Dezember 2004 auf 46.843.528 Downloads. Im September 2005 kaufte eBay Skype für 3,1 Milliarden US-Dollar. Davon wurden 2,6 Milliarden Dollar gezahlt, der Rest wurde nach Erreichen vereinbarter Ziele in den Jahren 2008 und 2009 in Form von Aktien übertragen. Im September 2009 bestätigte eBay den Verkauf von 65 % seiner Anteile für 1,9 Mrd. Dollar an die Investmentgesellschaft Silver Lake.
Im Mai 2011 bekundeten Facebook, Google und Microsoft Interesse an einer Übernahme von Skype. Den Zuschlag erhielt Microsoft mit einem Kaufpreis von 8,5 Milliarden Dollar, dem Zehnfachen des damaligen Jahresumsatzes von Skype. Das war die bis dahin teuerste Übernahme durch Microsoft, Im August 2011 hat Skype wiederum den Dienstleister GroupMe übernommen, der sich auf Konferenzgespräche über Skype spezialisiert hatte. Am 14. Oktober 2011 war die Übernahme von Skype vollständig abgeschlossen und der Dienst wurde zunehmend in das Microsoft-Ökosystem integriert. Skype ersetzte daraufhin den Windows Live Messenger und wurde dadurch deutlich stärker genutzt. 2013 wurde Skype in die Microsoft Office-Suite integriert, was die Zusammenarbeit und Kommunikation in Unternehmen verbesserte.
Trotz dieser Entwicklungen verlor Skype zwischen 2020 und 2023 erheblich an Nutzern.
Am 28. Februar 2025 berichteten Medien, Skype werde im Mai 2025 eingestellt. Kurz darauf verkündete Microsoft offiziell die Einstellung von Skype zum 5. Mai 2025. Als Ersatzprodukt wurde gleichzeitig der Wechsel zu Microsoft Teams empfohlen. Ab dem Zeitpunkt war es bis zur Abschaltung von Skype möglich, Chats zwischen Skype und Teams zu führen.

## Geld senden
Ab August 2017 war es möglich, mit der Funktion „Geld senden“ während eines Chats Geld mit PayPal zu überweisen. Sowohl der Absender als auch der Empfänger mussten aus einem der Länder stammen, in denen „Geld senden“ unterstützt wird. Dieser Dienst wurde in den USA, Kanada, Großbritannien, Österreich, Belgien, Zypern, Estland, Spanien, Finnland, Frankreich, Deutschland, Griechenland, Irland, Italien, Lettland, Luxemburg, Malta, Niederlande, Portugal, San Marino, Slowakei und Slowenien angeboten. Es konnte Geld in den Währungen US-Dollar, kanadischer Dollar, britisches Pfund und Euro gesendet werden.

## Chat
Der Skype-Chat diente in erster Linie dem Schreiben von formatierbaren Textnachrichten. Zusätzlich gab es die Möglichkeit, Emoticons, GIFs oder Dateien zu versenden. Dabei war es, wie auch beim Telefonieren über Skype möglich, einer Einzelperson oder einer Konversation eine Text-, Datei- oder Kontaktnachricht zukommen zu lassen.

### Emoticons
In Skype konnte man animierte Emoticons verschicken. Man konnte sie entweder per Klick im Emoticon-Menü einfügen, oder den dazugehörigen Code einfügen (bei dem Emoticon „Grinsen“ zum Beispiel „(smile)“). Einige Kurzschreibweisen wurden ebenfalls übernommen, die nicht in Klammern geschrieben werden. 
Um zu verhindern, dass fälschlicherweise aus Sonderzeichenkombinationen Emoticons interpretiert werden, ließ sich der Text in einer Monospace-Formatierung darstellen: Dazu musste entweder ein doppeltes Ausrufezeichen (!!) in Verbindung mit einem Zeilenumbruch oder einem Leerzeichen an den Beginn der Nachricht oder jeweils das Wort code in geschweiften Klammern ({code}) an den Beginn und das Ende des zu entformatierenden Bereichs geschrieben werden. Dies ermöglichte zum Beispiel das Übermitteln von Programmcode, da unter anderem Laufwerksbezeichner wie D: unter Windows in der ursprünglichen Darstellung erhalten blieben.
Es wurden laufend neue Emoticons hinzugefügt. Dabei handelte es sich nicht mehr nur um Gesichter, sondern auch um Handgesten, Tiere und Gegenstände. Es war auch möglich, kleine, durch Skype vorgeschlagene Videos zu versenden (sogenannte Mojis). Dabei handelte es sich in den meisten Fällen um sehr kurze Ausschnitte aus Kinofilmen, Fernsehsendungen oder kurze Musikvideos. Die ersten Audio-Emojis für Skype, sogenannte „Love Mojis“, welche von Skype zum Übermitteln im Chat mit Animationen verknüpft wurden, nahm der Musiker Paul McCartney einige Jahre vor 2020 auf.

### Formatierungszeichen
Skype unterstützte einige besondere Formatierungszeichen, um beispielsweise kursiven oder fettgedruckten Text darzustellen. Emoticons wurden dabei nicht verändert.
Dazu hier eine kleine Auswahl:
| Formatierungszeichen | Beispiel                   | Entspricht             |
| -------------------- | -------------------------- | ---------------------- |
| ~                    | ~Durchgestrichener Text~   | Durchgestrichener Text |
| _                    | _Kursiver Text_            | Kursiver Text          |
| *                    | *Fettgedruckter Text*      | Fettgedruckter Text    |
| {code}               | {code}Monospace-Text{code} | Monospace-Text         |

Durch die Verwendung der Monospace-Darstellung wurden sämtliche andere Formatierungen ignoriert. Der Text innerhalb des in Monospace dargestellten Bereichs konnte nicht durch umgebende Formatierungszeichen verändert werden. Die Formatierung konnte unabhängig von den Emoticons durch das Schreiben von @@ und einem Leerzeichen oder Zeilenumbruch vor den Text verhindert werden. Dabei wurde keine Monospace-Darstellung erzeugt und Emoticons wurden weiterhin dargestellt.

### Links
Hyperlinks der Protokolle HTTP und HTTPS wurden automatisch erkannt und von Skype im klassischen Blau angezeigt. Die Links wurden dabei nicht auf ihre Gültigkeit geprüft. War im HTML-Code ein entsprechendes Bild zur Anzeige hinterlegt, wurde dieses Bild mit der Adresse des Links zusammen angezeigt. Wurde der Link dabei innerhalb eines Textes eingefügt, so wurde er einmal in Textform im Text selbst und einmal als Bild unterhalb des Textes angezeigt.

### Dateien
Mit Skype konnten Dateien jeglichen Typs versendet werden, deren Größe kleiner als 300 Megabyte (MB) war. Für größere Dateigrößen verwies Microsoft auf seinen Dienst OneDrive. Die Dateien wurden mit einem bestimmten Symbol dargestellt. Das angezeigte Symbol wurde dabei nicht vom installierten Standardprogramm des jeweiligen Dateityps, sondern durch Skype selbst bestimmt. Von Bildern bestimmter Bildformate wie zum Beispiel PNG und JPEG wurde im Chatverlauf eine Vorschau angezeigt.

### Kontakte
Es bestand außerdem die Möglichkeit, eigene Skype-Kontakte zu verschicken. Das Senden von Kontakten konnte durch einfaches Ziehen des entsprechenden Kontaktes in die Skypechat-Eingabezeile bewirkt werden. Dabei spielte es keine Rolle, ob mit dem Kontakt bereits die weiteren Kontaktdaten ausgetauscht wurden.

### Bing AI

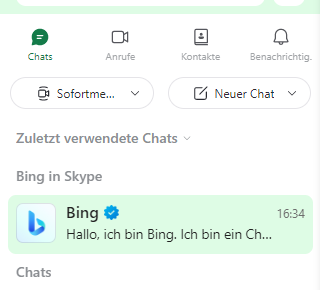
Bing AI in Skype [Integration

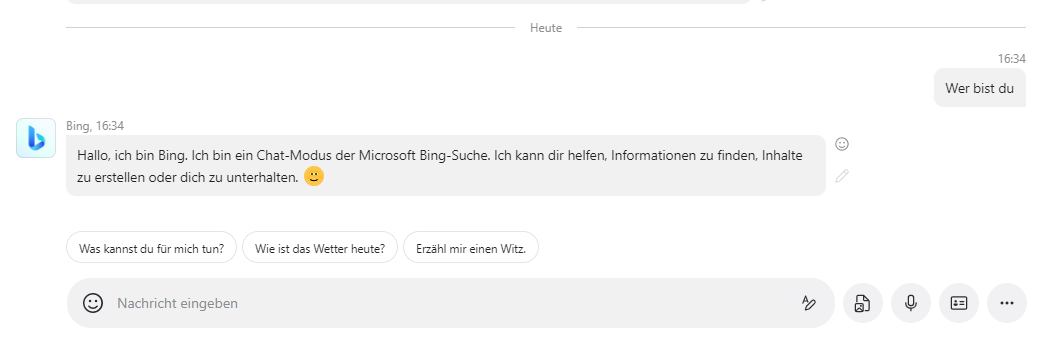
Bing AI in Skype – Vorschläge

Bing AI wurde am 22. Februar 2023 in den Skype-Chat integriert und machte alle Funktionen in Skype nutzbar. Außerdem gab es drei interaktive Felder, die Bing AI vorschlug und auf die man gleich hochtippen konnte, um die Antwort in den Feldern zu übermitteln. Die Bing AI konnte man auch zu Gruppenchats hinzufügen und diese dann in einem Gruppenchat benutzen. Oben rechts wurde man mit einem kleinen Feld darauf hingewiesen, dass sich diese Funktion noch in der Vorschau befand. In den Chat-Einstellungen mit Bing AI konnte man diese Sperren/Löschen/Ausblenden. In der Beschreibung wurde angegeben, dass dieser Bot Zugriff auf den Anzeigenamen, das Land/die Region, die Sprache sowie alle Nachrichten, Inhalte, Sprach- und Videoanrufe hatte, die man mit ihm teilte.

## Versionsunterschiede
Bis Ende 2007 erschien alle zwei Wochen donnerstags eine neue Version. Später waren die Versionsschritte deutlich länger.

### Versionsübersicht
| Betriebssystem                                   | Betriebssystemversion                                                                                           | Aktuelle Skype-Version               |       |
| ------------------------------------------------ | --- | ------------------------------------ | ----- |
| Windows (Skype Electron Version)                 | Windows 11 21H2 und neuer Windows 10 1809 und neuer                                                             | 8.128                                |       |
| Windows (Skype Desktop Version)                  | Windows 11 Windows 10 Windows 8.1 Windows 8 Windows 7                                                           | 8.128                                |       |
| Windows (Skype Desktop Version)                  | Windows Vista und älter                                                                                         | Eingestellt, kein Login mehr möglich |       |
| Windows (Skype UWP und APP Version)              | Windows 10 1803 und älter Windows 10 Mobile Windows Phone Windows 8 / 8.1 Windows RT XBox Series X / S XBox One | Eingestellt, kein Login mehr möglich |       |
| Betriebssystem                                   | Betriebssystemversion                                                                                           | Aktuelle Skype -Version              |       |
| Desktop Browser (Skype for Web)                  | Diverse | 8.128                                | 8.128 |
| macOS OS X                                       | 10.11 und neuer                                                                                                 | 8.128                                |       |
| macOS OS X                                       | 10.10 | 8.73 (ggf. kein Login mehr möglich)  |       |
| macOS OS X                                       | 10.9 | 8.49 (ggf. kein Login mehr möglich)  |       |
| macOS OS X                                       | 10.8 und älter                                                                                                  | Eingestellt, kein Login mehr möglich |       |
| iOS / iPadOS iPod touch                          | 12.2 und neuer                                                                                                  | 8.128                                |       |
| iOS / iPadOS iPod touch                          | 12.1.4 – 11 | 8.83 (ggf. kein Login mehr möglich)  |       |
| iOS / iPadOS iPod touch                          | 10 | 8.73 (ggf. kein Login mehr möglich)  |       |
| iOS / iPadOS iPod touch                          | 9 | 8.34 (ggf. kein Login mehr möglich)  |       |
| iOS / iPadOS iPod touch                          | 8 und älter | Eingestellt, kein Login mehr möglich |       |
| Android                                          | 8.0 und neuer                                                                                                   | 8.128                                |       |
| Android                                          | 7.1.2 – 6.0.0                                                                                                   | 8.96 (ggf. kein Login mehr möglich)  |       |
| Android                                          | 5.1.1 und älter                                                                                                 | Eingestellt, kein Login mehr möglich |       |
| Linux 64-bit                                     | diverse Distributionen                                                                                          | 8.128                                |       |
| Linux 32-bit Blackberry OS (non-Android) Symbian | diverse | Eingestellt, kein Login mehr möglich |       |
| Legende:Alte VersionAktuelle Version             | |                                      |       |

### Windows
| Freigabedatum | Version    | Kommentare |
| --- | ---------- | --- |
| 29. Aug. 2003 | 0.9        | Wurde etwa ein Jahr als öffentliche Betaversion weiterentwickelt, bis am 27. Juli 2004 die Final Version 1.0 für Windows 2000 und Windows XP freigegeben wurde, die neben den Basisfunktionen auch schon den kostenpflichtigen Dienst SkypeOut nutzen konnte. |
| 23. Mär. 2005 | 1.2        | Ab Version 1.2 bietet Skype auch einen Anrufbeantworter (Voicemail) kostenpflichtig an (ab Version 1.3 kann man als Nutzer des Skype-Anrufbeantworters jedem anderen Nutzer eine Nachricht auf dem Anrufbeantworter hinterlassen, auch wenn dieser selbst keinen Skype-Anrufbeantworter nutzt), ebenso den Dienst SkypeIn. Bei SkypeIn wird dem Nutzer eine Festnetznummer zugeteilt, über die er via Skype erreichbar ist.                                   |
| 28. Sep. 2005 | 1.4        | Implementierung der Funktion „Anrufweiterleitung“, die es erlaubt, via Skype eingehende Gespräche an andere Skype-Benutzerkonten oder ins normale Festnetz weiterzuleiten. |
| 5. Jan. 2006 | 2.0        | In 2.0 wurde eine Funktion zur Videokonferenz in die Anwendung integriert. Die maximale Auflösung beträgt 640×480 Pixel bei 25 Bildern pro Sekunde, sofern ein Rechner mit zwei Prozessorkernen („Dual Core“) in Verbindung mit einer geeigneten Webcam eines bestimmten Herstellers verwendet wird. Bei Windows NT wird DirectX 9.0 für Videoanrufe benötigt.                                                                                                |
| 3. Mai 2006 | 2.5        | Führt u. a. Skypecasts (eine Art VoIP-Diskussionsgruppe), SMS, eine Integration der Outlook-Kontakte und neue Bezahlmöglichkeiten (direkte Bezahlung von SkypeOut aus der Software heraus) ein. Skypecast wurde bald wieder stillgelegt; Näheres dazu unten. |
| 8. Nov. 2006 | 3.0        | Seit der Beta-Version 3.0.0.106 werden unter anderem öffentliche Chats unterstützt, mit deren Hilfe jeder Nutzer einen öffentlichen Chatraum erstellen kann, der jedoch weiterhin per Peer-to-Peer funktioniert. Außerdem wurde ein Add-on-Manager in die Software integriert, wodurch nun nicht mehr jedes Add-on einzeln installiert zu werden braucht. |
| 13. Jun. 2007 | 3.5        | Erlaubt nachträgliche Korrekturen von bereits abgesandten Chat-Nachrichten. |
| 15. Nov. 2007 | 3.6        | Höhere Videoqualität (VGA-Auflösung mit 640×480 Pixeln bei 30 Bildern pro Sekunde), jedoch nur mit Mehrkernprozessor und einer Logitech-Webcam mit der Funktion High Quality Video. |
| 3. Feb. 2009 | 4.0        | Bietet einige Bugfixes, eine überarbeitete Benutzeroberfläche und ein deutlich größeres Videofenster. Ein neu integrierter Bandbreiten-Manager soll für fehlerfreiere Übertragungen sorgen. |
| 30. Jun. 2009 | 4.1        | Neue Funktion zur Übertragung des Bildschirminhaltes. Das ist momentan jedoch nur einseitig und nicht durch beide Gesprächspartner gleichzeitig möglich. |
| 14. Okt. 2010 | 5.0        | Unterstützung von Videokonferenzen mit bis zu vier Teilnehmern und Facebook-Integration. |
| 28. Jul. 2011 | 5.5        | Bessere Integration von Facebook. Skype zeigt nun direkt den Status eines Freundes bei Facebook an und bietet einen separaten Reiter, der ausschließlich Facebook-Kontakte enthält. Neben neuen Emoticons wurde auch die Oberfläche geringfügig angepasst und die Gesprächsqualität verbessert. Bei Videotelefonaten wird VP8 standardmäßig als Videocodec aktiviert.                                                                                         |
| 29. Sep. 2011 | 5.6        | Nochmals überarbeitete Bildschirmübertragung. Es gibt nun ein neues Menü, sobald man eine Bildschirmübertragung startet, in der man entscheiden kann, welchen Teil des Bildschirmes man freigeben möchte. Der Homescreen wurde überarbeitet und verbessert. Außerdem wurde die Oberfläche leicht verändert. |
| 17. Nov. 2011 | 5.7 (Beta) | Möglichkeit von Einzel- sowie Gruppengespräche mit Kontakten aus Facebook. Damit wurden die bereits vorhandenen Facebook-Funktionen erweitert. Dazu wurden neue Funktionen wie Push-to-Talk und eine Bildschirmübertragung für die ganze eigene Gruppe hinzugefügt. Diverse Softwarefehler aus der vorherigen Version wurden auch behoben. |
| 2. Feb. 2012 | 5.8        | Unterstützung von Videotelefonie in 1080p. Außerdem kann man Videotelefonate mit Facebook-Freunden führen, auch wenn diese keine Skypebenutzer sind. |
| 12. Apr. 2012 | 5.9        | Bessere Rufnummernerkennung und der Möglichkeit, sich von stillen Updates abzumelden. |
| 14. Jun. 2012 | 5.10       | Favorisierte Kontakte. Skype- und Facebook-Kontakte sind nun in einer Liste kombiniert. |
| 15. Nov. 2012 | 6.0.x.x    | Unterstützung von sechs neuen Sprachen; das komplette Design wurde vereinfacht und übersichtlicher gestaltet. Der Nutzer kann sich jetzt auch direkt mit seinem Facebook- oder Microsoft-Konto anmelden, ohne zunächst ein Skype-Konto erstellen zu müssen. Dadurch ist es möglich, mit Freunden zu kommunizieren, die den Windows Live Messenger, Xbox 360 oder Hotmail nutzen. Auch die Kommunikation mit Lync ist (zunächst noch etwas limitiert) möglich. |
| 10. Jan. 2013 | 6.1.x.x    | Unterstützung für Microsoft Outlook (ab 2010) |
| 13. Feb. 2013 | 6.2.x.x    | eGifting und neue Symbolleiste |
| 13. Mai 2013 | 6.3.x.x    | Diverse Verbesserungen sowie Stabilitätsupdate |
| 5. Jun. 2013 | 6.5.x.x    | verbessertes Video und vereinfachte Kontakteverwaltung |
| 3. Jul. 2013 | 6.6.x.x    | Optimierungen der Video-Messaging-Funktion |
| 31. Jul. 2013 | 6.7.x.x    | Senden und Empfangen von Videonachrichten über Skype, Benutzeroberfläche mit hohem Kontrast |
| 25. Sep. 2013 | 6.9.x.x    | Benutzeroberfläche mit hohem Kontrast / Verbesserte Funktionen für eine erleichterte Bedienung |
| 21. Okt. 2013 | 6.10.x.x   | Neues Design / Aktualisierung der Videoanruf-Bibliothek / Leistungsverbesserungen und Fehlerbehebungen |
| 22. Jan. 2014 | 6.13.x.x   | Diverse Fehlerbehebungen |
| 19. Feb. 2014 | 6.14.x.x   | Stabilität verbessert |
| 13. Mai 2014 | 6.16.x.x   | Diverse Fehlerbehebungen |
| 16. Jul. 2014 | 6.18.x.x   | Diverse Fehlerbehebungen |
| 3. Sep. 2014 | 6.20.x.x   | Stabilität verbessert |
| 6. Okt. 2014 | 6.21.x.x   | Verbesserung der Webcamunterstützung |
| 2. Dez. 2014 | 6.22.x.x   | Neues Design und Rechtschreibprüfung, PCs mit Prozessoren mit SSE2-Befehlssatzerweiterung sind Voraussetzung, Wiedereinführung des optionalen Automatischen Datei-Downloads bei empfangenen Dateien von Kontakten der eigenen Kontaktliste. |
| 5. Dez. 2014 | 7.0.x.x    | Unterstützung für Videotelefonie mit Lync. |
| 28. Jan. 2015 | 7.1.x.x    | Stabilität verbessert / Diverse Fehlerbehebungen |
| 3. Mär. 2015 | 7.2.x.x    | Diverse Verbesserungen |
| 1. Apr. 2015 | 7.3.x.x    | Diverse Verbesserungen |
| 22. Apr. 2015 | 7.4.x.x    | Diverse Verbesserungen |
| 3. Jun. 2015 | 7.5.x.x    | Stabilität verbessert |
| 2. Jul. 2015 | 7.6.x.x    | Mehr Smileys sowie Stabilität verbessert |
| 12. Aug. 2015 | 7.8.x.x    | Stabilität verbessert und allgemeine Fehlerbehebungen. |
| 1. Sep. 2015 | 7.9.x.x    | Stabilität verbessert und allgemeine Fehlerbehebungen. |
| 8. Sep. 2015 | 7.10.x.x   | Windows 10 Tablet Support. |
| 25. Sep. 2015 | 7.11.x.x   | Allgemeine Fehlerbehebungen. |
| 1. Okt. 2015 | 7.12.x.x   | Skype Translator Support. |
| 22. Okt. 2015 | 7.13.x.x   | Unterstützung für höhere Auflösungen. |
| 4. Nov. 2015 | 7.14.x.x   | Änderungen im Translatormenü. |
| 18. Nov. 2015 | 7.15.x.x   | Allgemeine Fehlerbehebungen. |
| 3. Dez. 2015 | 7.16.x.x   | Medien Leiste / URL Vorschau. |
| 15. Dez. 2015 | 7.17.x.x   | Gruppen-Video-Nachrichten. Verknüpfung mit Windows-10-Online-Konto. |
| 12. Jan. 2016 | 7.18.x.x   | Reihenfolge der Nachrichten korrigiert. |
| 10. Mär. 2016 | 7.21.x.x   | Allgemeine Fehlerbehebungen. |
| 24. Mär. 2016 | 7.22.x.x   | Allgemeine Fehlerbehebungen. Bot Unterstützung. |
| 28. Apr. 2016 | 7.23.x.x   | Allgemeine Fehlerbehebungen. |
| 24. Mai 2016 | 7.24.x.x   | Allgemeine Fehlerbehebungen. Anhebung der Mikrofonlautstärke für Anrufe. |
| 11. Jul. 2016 | 7.25.x.x   | Allgemeine Fehlerbehebungen. |
| 25. Jul. 2016 | 7.26.x.x   | Aktualisierte Benutzeroberfläche. |
| 18. Aug. 2016 | 7.27.x.x   | Anpassung an Windows 10 1607. |
| 26. Sep. 2016 | 7.28.x.x   | Allgemeine Fehlerbehebungen. |
| 14. Okt. 2016 | 7.29.x.x   | URL Vorschau kann deaktiviert werden. |
| 21. Nov. 2016 | 7.30.x.x   | Mehr Optionen für Anrufweiterleitungen. |
| 9. Jan. 2017 | 7.31.x.x   | Allgemeine Fehlerbehebungen. |
| 31. Jan. 2017 | 7.32.x.x   | Allgemeine Fehlerbehebungen. |
| 20. Feb. 2017 | 7.33.x.x   | Diverse Verbesserungen. |
| 22. Mär. 2017 | 7.34.x.x   | Allgemeine Fehlerbehebungen. |
| 12. Apr. 2017 | 7.35.x.x   | Diverse Verbesserungen. |
| 9. Mai 2017 | 7.36.x.x   | Allgemeine Fehlerbehebungen. |
| 8. Jun. 2017 | 7.37.x.x   | Allgemeine Fehlerbehebungen. |
| 28. Jun. 2017 | 7.38.x.x   | Allgemeine Fehlerbehebungen. |
| 4. Sep. 2017 | 7.40.x.x   | Allgemeine Fehlerbehebungen. |
| 19. Mär. 2018 | 7.41.x.x   | Sicherheitsupdate. |
| ab Nov. 2017 | 8.x        | Siehe Releasenotesseite: |
| Legende:Ältere Version; nicht mehr unterstütztÄltere Version; noch unterstütztAktuelle VersionAktuelle Vorabversion |            | |

Es gab mehrere verschiedene Skype-Versionen:
- x.x.0.x ist die normale Version.
- x.x.32.x ist die „Business Version“ (MSI Installer), ohne Autoupdate und ohne Facebook-Login.[98][99]
- x.x.59.x ist eine Version mit Rechtschreibprüfung, welche erst ab Windows 8.1 genutzt werden kann.[100][101] Seit 6.22.xx.107 ist dieses Feature in die normale Version eingeflossen.
- x.x.64/81/85.x ist eine Version mit einer neuen Oberfläche, welche sich im Chat Bereich an der Optik der Mobilversionen orientiert. Seit 6.22.xx.107 ist dieses Feature in die normale Version eingeflossen.
- x.x.73.x ist eine besondere Version für den Wechsel von Windows Live Messenger zu Skype; diese deinstalliert automatisch den Windows Live Messenger.[102]

### Windows 8/8.1
Unter Windows 8/8.1 konnte im Desktop-Modus auch die Skype-„Desktop“-Version genutzt werden. Für die Modern-UI-Oberfläche gab es einen anderen Entwicklungspfad.

### Linux
Version 1.0 (18. März 2005) führte Unterstützung für den Dienst SkypeIn und den Anrufbeantworter ein. Ab Version 2.0.0.63 wird auch Videotelefonie unterstützt. Am 27. August 2009 wurde die Version 2.1.0.47 freigegeben, die auch direkte PulseAudio-Unterstützung bietet. Ein 64-Bit-Paket für die Linuxdistribution Ubuntu wird zwar angeboten, es enthält jedoch nur ein auf 64-Bit-Ubuntu installierbares 32-Bit-Skype für die 32-Bit-x86-Architektur IA-32. Andere Architekturen, für die es zahlreiche Linux-Distributionen auch gibt (etwa ARM oder PowerPC), werden nicht unterstützt.
Im Juli 2016 veröffentlicht Skype eine neue Alpha-Version unter dem Namen Skype for Linux Alpha, die im Wesentlichen auf Skype for Web (web.skype.com) basiert. Die Software war als DEB- und RPM-Paket verfügbar.
Anfang März 2017 wurde Skype for Linux 5.0 als Beta-Version freigegeben, das nun geteilte Desktops und Anrufen von Festnetznummern unterstützte. Die alte Version 4.3 konnte fortan nicht mehr auf alle Skype-Funktionen zugreifen.

### macOS
Ab 2005 wurde auch Mac OS X unterstützt. Am 14. Oktober 2010 wurde die Version 2.8.0.851 (Mac OS X) freigegeben. Skype hat unter OS X die Versionen 3.x und 4.x übersprungen.

### PlayStation Portable
Mit der Handheld-Konsole PlayStation Portable von Sony Interactive Entertainment war es möglich, auf einen eingeschränkten Skype-Dienst zuzugreifen. Verfügbar war die Applikation auf dem Modell der PSP-2000 (PSP Slim & Lite), PSP-3000 (PSP Slim & Lite) und der PSP-N1000 (PSP Go).
Mit der Veröffentlichung des Firmware-Update 3.90 (2008) wurde erstmals die PSP-2000 (PSP Slim & Lite) mit dem integrierten Skype-Client ausgerüstet. Die ältere PSP-1000 Version blieb von dem Update außen vor, da der nur halb so große Hauptspeicher von 32 MB nicht mit Skype kompatibel ist.
Skype für die PSP verfügte über die folgenden Funktionen:
- Anrufen anderer Skype-Anwender oder Empfangen von Anrufen anderer Skype-Anwender (kostenlos)
- Anrufen normaler Telefonanschlüsse (Festnetz- oder Mobiltelefon) (SkypeOut, eine kostenpflichtige Funktion)
- Empfangen von Anrufen von normalen Telefonanschlüssen (Festnetz- oder Mobiltelefon) (SkypeIn, eine kostenpflichtige Funktion)
- Senden/Empfangen von Sprachnachrichten (in einigen Fällen eine kostenpflichtige Funktion)

## Verbreitung
Skype war für Windows, macOS, Linux, iOS, Android, Symbian, Maemo, MeeGo, Windows Mobile, Windows Phone und Blackberry verfügbar.
Laut Skype-Blog waren am 28. März 2011 erstmals mehr als 30 Millionen Benutzer zugleich „online“, d. h. über Skype erreichbar, im Oktober 2012 waren es rund 45 Millionen. Die Software wurde laut Skype bereits über 600 Millionen Mal heruntergeladen (Stand 1. Januar 2014).
Einige Mobilfunkanbieter, beispielsweise die Deutsche Telekom, blockierten Voice-over-IP-Telefonie und Videokonferenzübertragungen nicht nur von Skype in ihren Mobilfunknetzen, wenn kein Tarif oder keine Tarifoption gebucht ist, die diese Funktionen ausdrücklich zulässt. Kritiker führen dies als Verstoß gegen die Netzneutralität an, da beispielsweise große Datenströme von Videostreamingportalen nicht blockiert werden und der Kunde i. d. R. ein gewisses Hochgeschwindigkeitskontingent in seinem Datentarif bezahlt hat.

## Verfügbare Hardware und Kompatibilität

### Festnetz
Verschiedene Hersteller vertreiben Hardwareprodukte, die für VoIP-Einsatz mit Skype entwickelt wurden. Dabei handelt es sich meist um Schnurlostelefone, deren Basisstation zum einen an das analoge Telefonnetz (PSTN) angeschlossen werden können, zum anderen aber auch eine Schnittstelle (in der Regel USB) zur Verbindung mit einem PC bereitstellen. Vom Mobilteil aus konnten Gespräche in beiden Netzen geführt werden. Eine Standalone-Nutzung, die eine Vermittlung von Gesprächen ins Skype-Netz ermöglichte, ohne dass ein zusätzlicher Rechner mit laufender Skype-Applikation angeschlossen sein muss, war auch möglich.

### WLAN
Für das kabellose und rechnerfreie Telefonieren wurden ab Herbst 2006 von Skype Technologies lizenzierte Mobiltelefon-ähnliche Endgeräte unter der Bezeichnung „Wi-Fi Phone“ angeboten, in denen Skype-Software integriert ist und die sich unmittelbar an WLANs anmelden können. Genutzt werden konnten freie und passwortgeschützte offene Funknetze wie Hot Spots oder private Netze, nicht jedoch solche Netze, für deren Zugang eine Anmeldung in einem Browserformular, einem sogenannten Captive Portal, nötig ist (wie z. B. viele Universitätsfunknetzwerke). Das vom Telefon abgefragte Passwort bezog sich nur auf die eventuell vorhandene WEP/WPA-Verschlüsselung.

### Mobiltelefonie
Anfang 2006 schlossen sich fünfzehn große Mobilfunkanbieter aus Europa und Asien zusammen, um gemeinsam gegen Instant-Messaging-Services wie Skype in Mobilfunknetzen vorzugehen und einen eigenen Instant-Messaging-Service auf Basis von IMPS zu erstellen. Umgekehrt versuchte Skype in den USA, die Mobilfunknetzbetreiber daran zu hindern, die Nutzung von Skype auf dem Handy zu blockieren.
Am 24. April 2008 gab Skype die Unterstützung von ca. 50 Java-fähigen Mobiltelefonen bekannt. Außerdem wird Skype auf der PlayStation Portable unterstützt, allerdings war dafür ein Mikrofon notwendig. Ab dem 25. April 2012 stand Skype auch für die PlayStation Vita bereit. Bereits ab 2006 war die Skype-Software in abgewandelter Form (sogenannter Client) für Smartphones mit Windows Mobile verfügbar.
Für Android-Smartphones ab der Betriebssystem-Version 2.1 „Eclair“ gab es ab dem 5. Oktober 2010 eine offizielle Skype-Version.
Bei der Entwicklung von Skype-Software für Mobiltelefone arbeitete Skype mit dem Unternehmen iSkoot zusammen, das ab Mitte 2006 einen von Skype lizenzierten Client für Symbian und Java herstellte. Dabei wurde die Verbindung im Mobilfunknetz als normaler Sprachanruf realisiert; erst durch einen Proxy in der Vermittlungsstelle des Mobilfunknetzes wurde die Verbindung zwischen Mobilfunknetz und Skype-Netzwerk hergestellt. Damit wurden die teilweise höheren Latenzzeiten bei Datenübertragungen in Mobilfunknetzen umgangen. Der Service war zeitweise in 41 Ländern in Nordamerika, Europa und Asien verfügbar. Das geschah teilweise in Zusammenarbeit mit Mobilfunkanbietern, die die Proxys betrieben und die Verbindung im Mobilfunknetz kostenlos oder gegen eine Monatspauschale zur Verfügung stellten. Auch der Mobilfunkanbieter Drei bot eine auf iSkoot basierende Software für die Skype-Nutzung am Handy an.
Zuletzt wurden auch SkypeIn und SkypeOut unterstützt. Zu diesem Zweck wurde eine Sprachverbindung zu einem eigenen iSkoot-Festnetzanschluss im jeweiligen Land aufgebaut und das Gespräch von dort über den Skype-Benutzer weitervermittelt. Es entstanden Gebühren für den Aufbau der Sprachverbindung zum Festnetz und für SkypeOut; Daten wurden dabei kaum übertragen, da es sich nicht um eine VoIP-Verbindung handelte.
Andere Hersteller wie Nimbuzz und Fring boten ebenfalls Möglichkeiten, Skype auf dem Mobiltelefon zu nutzen, so unterstützte Nimbuzz Skype auf Blackberry und auf Android Smartphones (Unterstützung von Skype wurde im Oktober 2010 auf Anfrage von Skype Technologies eingestellt). Anders als bei der iSkoot-Lösung wurde hier die Sprachübertragung auch im Mobilfunknetz als Datenübertragung geführt, benötigte also eine höhere Bandbreite bzw. lieferte eine schlechtere Sprachqualität und erzeugte je nach Tarif entsprechend andere Kosten. Auch hier wurde ein Proxy verwendet, um die Verbindung zwischen Client und dem eigentlichen Skype-Netz herzustellen.
Das Nokia N900, das werksseitig als Betriebssystem Maemo 5 verwendet, verfügte über eine integrierte Skype-Funktionalität, wodurch keine zusätzliche Client-Software mehr nötig war. Das umfasste sowohl die reine Chat-Funktion als auch Skype-Anrufe mit Videotelefonie. Das 2011 erschienene Nokia N9 unterstützte Skype ebenso, jedoch nur ohne Videoanrufe, Sprachnachrichten und Dateiübertragungen Beide unterstützten Skype durch eine Telepathy Tube.
Ab dem 30. Dezember 2010 bot Skype für iOS-Geräte von Apple auch Videotelefonie an. So ließen sich mit dem iPhone 4, dem iPhone 3GS und dem iPod touch der vierten Generation sowie dem iPad der zweiten Generation Videotelefonate in beide Richtungen führen. Das iPhone 3G und das erste iPad konnten aufgrund der Leistung bzw. der fehlenden Kamera lediglich Video empfangen, jedoch auch weiterhin Audiosignale senden und empfangen.
Auf Geräten mit HP webOS 3.0 waren die Skype-Funktionen wie Videotelefonie und Instant Messaging direkt in die Telefon- und SMS-App integriert und umfangreich mit dem Adressbuch vernetzt.
Ab dem 27. Februar 2012 war auch für Microsofts eigenes Handy-Betriebssystem Windows Phone 7 eine offizielle Skype-App verfügbar. Skype wurde nicht in das Betriebssystem selbst integriert.

### 3 Skypephone
Am 29. Oktober 2007 stellte Skype sein eigenes Handy vor, das 3 Skypephone. Seine „Skype-Taste“ erlaubte kostenlose Skype-Anrufe und Skype-Chat durch einen iSkoot-Clienten. Das Handy wurde gemeinsam mit dem Mobilfunkanbieter 3 entwickelt und anscheinend zunächst exklusiv über diesen vertrieben. Es erhielt die Auszeichnung „Global Mobile Award“ in der Kategorie „Bestes Handy“ im Rahmen des „Mobile World Congress“ in Barcelona. Es wurde nur in Österreich, Großbritannien, Italien, Dänemark, Irland, Schweden, Hongkong und Australien verkauft.

### SIP-Telefonanlagen
Ab dem 19. Mai 2010 bot Skype gegen eine monatliche Pauschalgebühr über den Skype Manager die Möglichkeit, einen Skype-Connect-Account anzulegen, der eine Anbindung von SIP-Telefonanlagen wie beispielsweise Asterisk an Skype ermöglichte. Um Anrufe auf die SIP-Telefonanlage entgegennehmen zu können, musste zumindest eine Leitung freigeschaltet sein. Laut Skype war es allerdings nicht möglich, andere Skype-Benutzer über die SIP-Telefonanlage anzurufen.

### Unterstützung von Linux
Die Linux-Version von Skype war seit Juni 2014 für über zwei Jahre nicht mehr aktualisiert worden. Dadurch fehlten Funktionen (z. B. Video-Konferenzen), die in der Windows-Version enthalten waren oder funktionierten nicht mehr zuverlässig. Später wurde eine neue Version auf Basis von WebRTC vorgestellt, der jedoch noch einige Funktionen fehlen.

## Skypecast
Skypecasts waren Gruppenchats, auf die jeder zugreifen konnte, die aber von Moderatoren kontrolliert wurden. Sie sollten dem weltweiten Meinungsaustausch dienen, wurden allerdings am 1. September 2008 eingestellt, da diese laut Skype die hohen Standards und Erwartungen an eine Kommunikationslösung nicht uneingeschränkt erfüllen können.

## Abhörsicherheit
Skype bot zwar die Verschlüsselung bei direkten Gesprächen zwischen Benutzern an, was für Kriminelle und Strafverfolgungsbehörden erhebliche Probleme schaffte, jedoch gab es in der Vergangenheit Spekulationen über mögliche Hintertüren, die von staatlichen Behörden zum Abhören von Gesprächen genutzt werden könnten: Im Jahr 2008 wurde bekannt, dass österreichische Behörden und Polizei Skype abhören konnten.
2009 warf die europäische Behörde zur Koordinierung grenzüberschreitender Strafermittlung (Eurojust) Skype vor, das Abhören von VoIP-Telefonaten durch ein Verschlüsselungssystem zu verhindern. Dieser Vorwurf wurde zurückgenommen, als Skype seine Zusammenarbeit anbot.
Wie im Oktober 2010 bekannt wurde, benutzte der deutsche Zoll im Rahmen der sogenannten Quellen-Telekommunikationsüberwachung eine speziell entwickelte Software, um Inhalte von Gesprächen über Skype, noch bevor sie verschlüsselt wurden, auf einen bestimmten Server auszuleiten.
Die Software namens Skype Capture Unit brachte sogar einen signierten Treiber (von der fiktiven Goose Cert signiert) für 64-Bit-Versionen von Windows mit.
Damit musste die zuvor angenommene erhöhte Sicherheit von Windows in 64-Bit-Versionen als umgangen angesehen werden.
2011 haben Wissenschaftler der Universität des US-Bundesstaats North Carolina ein Verfahren entwickelt, um Teile von Skype-Gesprächen zu entschlüsseln.
Im Juni 2013 wurde mit PRISM ein Überwachungsprogramm des US-amerikanischen Nachrichtendienst NSA bekannt, in dessen Rahmen großflächig ein beträchtlicher Teil des gesamten, durch die USA laufenden Internetverkehrs mitgeschnitten, unbefristet gespeichert und ausgewertet wird. Als Teil des an diesem Programm teilnehmenden Unternehmens Microsoft stand auch Skype bereits unmittelbar nach dem Bekanntwerden von PRISM unter dem Verdacht, die gesamte über das Netzwerk laufende Kommunikation amerikanischen Geheimdiensten zur Verfügung zu stellen, ohne dass dafür ein besonderer Grund vorliegen muss und ohne dass der Nutzer davon erfährt. Bereits Jahre bevor Skype an PRISM teilnahm, wurde laut New York Times bei Skype ein internes Project Chess eingerichtet, um zu erforschen, mit welchen technischen Mitteln Skype-Telefonate legal den Geheimdiensten und der Polizei zugänglich gemacht werden können.
Am 12. Juli 2013 wurde durch von Edward Snowden veröffentlichte Informationen bekannt, dass den amerikanischen Geheimdiensten durch Microsoft tatsächlich direkter Zugriff auf den gesamten Skype-Verkehr gewährt wurde und sowohl Textchats als auch Telefonate und Videotelefonate nach Belieben von der NSA mitgeschnitten und ausgewertet werden konnten, da es dem Geheimdienst mit Hilfe des direkten Zugriffs auf die Skype-Server möglich war, die Skype-Verschlüsselung zu umgehen.
Im August 2023 wurde bekannt, dass durch einen ungefixten Bug etwaige Angreifer die Möglichkeit hatten, die IP-Adresse eines Skype-Teilnehmers zu ermitteln.

## Kritik

### Datenschutz
Im Februar 2007 wurde durch einen Software-Bug bekannt, dass Skype nach dem Start im Verzeichnis für temporäre Dateien eine ausführbare Datei namens 1.com anlegt, die sämtliche BIOS-Informationen des PCs auslesen kann; Skype versucht, ein Auslesen dieser Datei durch den Nutzer zu unterbinden. Nach Aussage von Skype diene diese Überprüfung dem „Skype Extras Manager“ zur eindeutigen Identifizierung von Rechnern, damit sichergestellt werde, dass lizenzpflichtige Extras nur von berechtigten Lizenznehmern installiert und betrieben würden.
Im Mai 2013 deckte heise Security nach Hinweis eines Nutzers auf, dass Skype sich nicht nur die Erlaubnis, den kompletten Kommunikationsinhalt des Nutzers mitzulesen und auszuwerten, pro forma durch Akzeptieren der AGB und Nutzung des Dienstes erteilen lässt, sondern dass das lückenlose Mitlesen, Durchscannen und Überprüfen mindestens des Skype-Textchats in der Praxis auch tatsächlich durchgeführt wird. Aufgedeckt wurde dies dadurch, dass über den Skype-Chat privat versendete und speziell für diesen Zweck eingerichtete HTTPS-URLs samt Login-Daten kurze Zeit später automatisiert durch eine Microsoft zuzuordnende IP-Adresse abgerufen und überprüft wurden. Heise kommt zum Schluss:

„Wer Skype benutzt, muss sich nicht nur damit einverstanden erklären, dass Microsoft alle übertragenen Daten quasi nach Belieben nutzt. Er muss davon ausgehen, dass dies tatsächlich geschieht und der Konzern auch nicht verrät, was genau er mit diesen Daten anstellt.“

### Risiken für Unternehmen
Analysten im internationalen Umfeld warnten vor Sicherheitsrisiken für Unternehmen, die durch die Verwendung von Skype entstehen. Skype versucht beispielsweise, den Einsatz von Analyseprogrammen wie Debuggern durch Verschlüsselung zu verhindern. Auch verhindert das Programm seine Veränderung.
Das Fraunhofer-Institut für Eingebettete Systeme und Kommunikationstechnik ESK warnte ab 2013 vor den Risiken einer (ungeregelten) Nutzung von Skype und rät wegen Sicherheitsbedenken von der Nutzung in Unternehmen ab.

### Chinesische Variante
Einwohner der Volksrepublik China werden, wenn sie auf die Skype-Website zugreifen, auf die Seite eines chinesischen Partners weitergeleitet, von der eine eigene chinesische Version von Skype heruntergeladen werden kann: TOM-Skype. 2008 deckten Menschenrechtsaktivisten der Forschergruppe Citizen Lab der Universität Toronto auf, dass Skype in China Nachrichten auf politische Begriffe durchsucht und diese mitschneidet. Auch wurden in diesem Zusammenhang Mitteilungen mit persönlichen Daten, Benutzernamen, IP-Adressen oder Telefonnummern protokolliert und auf mehreren Servern von TOM, dem chinesischen Partner von Skype, gespeichert. Die Daten gerieten auch auf ungesicherte Server, die ganz einfach von außen zugänglich sind und sogar die Codes zur Entschlüsselung der Daten enthielten. Auch Nutzer der „normalen“ internationalen Versionen von Skype fallen der chinesischen Kontrolle zum Opfer, wenn sie mit einem der 70 Millionen Nutzer von TOM-Skype kommunizieren. Skype erklärte dazu, die Gesetze und Vorschriften vor Ort einzuhalten.

### Zugang und Abrechnung
Um Skype für Telefonate nutzen zu können, wurde ein Internetzugang mit mindestens ISDN-Geschwindigkeit benötigt; ein Telefonmodem genügte nicht, da die Datenrate zu gering ist. Der Komprimierungscodec stellte sich zwar auf die geringe Sendegeschwindigkeit ein; die Verzögerungen bei der Übertragung machten ein vernünftiges Gespräch aber unmöglich.
Ursprünglich verfiel das Skype-Guthaben eines Kontos ersatzlos, das mehr als sechs Monate nicht für einen kostenpflichtigen Dienst (SkypeOut, SMS, Personalisierung) genutzt wurde. Dieser Zeitraum verlängerte sich immer um sechs Monate nach der letzten Nutzung eines dieser Dienste. In einem Urteil vom 26. Januar 2006 (Az. 12 O 16098/05) hat das Oberlandesgericht München allerdings entschieden, dass Verfallsklauseln bei Handyverträgen unwirksam sind. Nach Einschätzung einiger Juristen ergibt sich hieraus, dass damit auch das Skype-Guthaben nicht verfallen darf. Stand April 2013 sahen die Skype-Nutzungsbedingungen den Verfall von Guthaben (von einem Sonderfall abgesehen) auch nicht weiter vor. Stattdessen wurde das Guthaben nach einer Frist von 180 Tagen Inaktivität „deaktiviert“ und konnte über die Website „reaktiviert“ werden, wonach es wieder in voller Höhe zur Verfügung stand. Allerdings ist reaktiviertes Guthaben laut Nutzungsbedingungen nicht mehr rückerstattungsfähig, und Benutzer wurden einige Zeit vor dem Ablauf der Frist gewarnt, dass bei weiterer Inaktivität ihr Guthaben bald verfällt, was einige ungenügend informierte Nutzer dazu veranlasst hat, Guthaben zu verbrauchen, nur um den Ablauf der Frist zu verhindern.

### Einschränkung auf spezielle Hardware
Für Unmut bei vielen Anwendern sorgte im Frühjahr 2006 die Erweiterung der Funktion für Konferenzschaltungen in der Version 2.0 der Skype-Software, die nun zwar zehn statt fünf Teilnehmer zuließ – allerdings nur, wenn im Rechner des Konferenzleiters ein Mehrkernprozessor des Unternehmens Intel arbeitete. Die offizielle Begründung dafür war ein enormer Leistungsbedarf derartiger Funktionalität, den laut Skype und Intel nur diese Prozessoren decken könnten. Die zu jenem Zeitpunkt aktuellen Athlon-64-CPUs des Intel-Konkurrenten AMD boten jedoch keineswegs weniger Leistung, weshalb diese Kopplung der Funktionalität an bestimmte Prozessoren schnell als reiner Marketingtrick galt. Tatsächlich erschien nach wenigen Wochen ein Hack für den Skype-Client, der die 10er-Konferenzen auch auf anderen CPUs freischaltete und damit die Behauptungen von Skype als offenkundig falsch entlarvte. Diese künstliche Einschränkung existierte mit der Beta-Version 2.6.0.103 seit Oktober 2006 nicht mehr. Eine ähnliche Einschränkung gab es in Skype 3.6, die im November 2007 für Windows veröffentlicht wurde. Hier wurde eine höhere Videoqualität ausschließlich Nutzern von Webcams des Unternehmens Logitech ermöglicht.

### Lizenzverletzung
2007 wurde Skype von gpl-violations.org erfolgreich wegen Verletzung der GPL verklagt. Ein auf Linux basierendes Telefon war von Skype ohne die Quelltexte ausgeliefert worden.